# Hermann Lossen
Hermann Friedrich Lossen (Emmershäuser Hütte, 7 novembre 1842 – 27 agosto 1909) è stato un chirurgo tedesco.

## Biografia
Studiò con Carl von Voit (Monaco), Friedrich Daniel von Recklinghausen (Würzburg), Bernhard von Langenbeck (Berlino) e Theodor Billroth (Vienna), conseguendo la sua laurea in medicina nel 1866 presso l'Università di Würzburg. Inoltre fu assistente di Richard von Volkmann presso l'Università di Halle e Gustav Simon presso l'Università di Heidelberg. Nel 1866 conseguì l'abilitazione in chirurgia a Heidelberg, dove nel 1874 fu nominato professore associato.

## Opere
- Über den Einfluss der Athembewegungen auf die Ausscheidung der Kohlensäure (1866).
- Die Verletzungen der unteren Extremitäten (1880)
- Allgemeines über Resectionen (1882).
- Die Resectionen der Knochen und Gelenke (1894).
- Grundriss der Frakturen und Luxationen (1897).